# Roberto Lippi
Roberto Lippi (Rome, 17 oktober 1926 - Anzio, 31 oktober 2011) was een Formule 1-coureur uit Italië. Hij reed tussen 1961 en 1963 driemaal zijn thuisrace voor het team De Tomaso. Echter wist hij zich alleen bij zijn eerste deelname te kwalificeren. Hierin viel uit met een mechanisch probleem, en wist geen punten te scoren.
1. ↑  (en) Roberto Lippi F1 Statistics & Results. GP Racing Stats (17 oktober 1926). Geraadpleegd op 9 augustus 2023.